# Ifield
Ifield – dzielnica miasta Crawley w Anglii, w hrabstwie West Sussex, w dystrykcie Crawley. Leży 52 km na północny wschód od miasta Chichester i 43 km na południe od Londynu. W 2016 miejscowość liczyła 9155 mieszkańców. Ifield jest wspomniana w Domesday Book (1086) jako Ifelt.